# Урартское крылатое божество
Урартское крылатое божество — условное название бронзовой статуэтки, детали трона правителей Урарту. Датируется VIII—VII вв. до н. э. На данный момент является частью коллекции Государственного Эрмитажа.

## Внешний вид
Артефакт представляет собой скульптурное изображение фантастического существа леонтавра — крылатого льва с человеческим торсом и головой,  сходного со сфинксом. Некогда статуэтка являлась деталью трона. Статуэтка из бронзы и покрыта листовым золотом. Окрашена цветными камнями и смальтой. Лицо фигурки сделана из белого камня и закреплено с помощью двух штифтов. Глаза и брови инкрустированы. Имеется головной убор с рогами. Через грудь человеческого торса перекинута лента, а на шее подвеска-лунница с рогами. Нижняя часть фаса статуэтки разделана под оперенье птицы. Крылья с обеих сторон имеют чеканку. На нижних частях лап имеются шипы, предположительно для крепления фигурки на деревянной раме.

## Функции
Изображения фантастических существ наподобие этого, по поверьям, должны оберегать от воздействия злых духов, сглаза и прочей тёмной энергии. Чисто материально изображение должно производить впечатление о роскоши и могуществе Урарту и его царя.

## Исследования
Статуэтка являлась частью большого позолоченного трона, который был найден кладоискателями в 1884 году в городе Ване, на холме Топрак-кале. Там находилась столица Урарту Тушпа.